# 후나키 무스부
후나키 무스부(船木結, 2002년 5월 10일 ~ )는 일본의 여성 아이돌 그룹 전 안주루무 및 컨트리걸즈의 멤버. 연예사무소 전 업프런트 프로모션 소속.

## 개요
2013년
- 8월, 모닝구무스메。12기 멤버「미래소녀」오디션에 응모. 오오우라 히로나, 니이누마 키소라, 단바라 루루, 하가 아카네, 야마키 리사, 요코카와 유메이와 함께 최종 심사까지 올랐지만, 아쉽게도 낙선.
- 9월 22일, 하로프로 연수생에 가입.
- 12월 7일 ~ 21일,「하로프로 연수생 발표회 2013 ~12월의 생계란 Show!~」에서 첫 피로연. 동기인 연수생 20기(『 모닝구무스메。12기 멤버「미래소녀」오디션』최종 합숙 참가자)와「私が言う前に抱きしめなきゃね」의 댄스 퍼포먼스를 선보였다.

2014년
- 5월 4일,「하로프로 연수생 발표회 2014 ~봄의 공개 실력 진단 테스트~」에서 High-King의「DESTINY LOVE」를 피로했다.

2015년
- 5월 4일,「하로프로 연수생 발표회 2015 ~봄의 공개 실력 진단 테스트~」에서 Berryz코보의「DESTINY LOVE」를 피로해, 가창 포인트가 높은 멤버로『심사위원 특별상』을 수상.
- 11월 5일, 신주쿠 ReNY에서 개최된「컨트리걸즈 1주년 기념 행사 & 츠구나가 모모코 부활제!」에서 컨트리걸즈의 가입이 발표되었다[1].

2017년
- 6월 26일, 안주루무에 이적해, 컨트리걸즈 겸임을 발표[2].

2019년
- 10월 18일 - 컨트리걸즈가 12월 26일에 LINE CUBE SHIBUYA에서 행해진 콘서트를 기해 그룹 활동 휴지를 발표로, 동시에 2020년 3월을 기해 안주루무 및 헬로! 프로젝트를 졸업을 발표하였다. 졸업 후에 연예 활동을 휴지할 예정이다[3].
- 12월 26일, 컨트리걸즈가 LINE CUBE SHIBUYA에서 행해진「컨트리걸즈 LIVE 2019 ~사랑스러워서 미안해~」를 기해 그룹 활동 휴지.

2020년
- 1월 22일, 무로타 미즈키가 3월 22일에 메이지 진구 야구장에서 행해진「Hello! Project 히나페스 2020 ~재해지 부흥 지원 · 토호쿠를 건강하게!~ 안주루무 프리미엄 공연」을 기해 안주루무 및 헬로! 프로젝트를 졸업하는 것을 발표로 인해 졸업 시기가 안주루무 봄 투어로 변경되었다[4].
- 4월 21일, 6월 12일에 졸업할 예정이였으나, 신종 코로나바이러스 감염 우려로 인해 졸업 일자가 정기되었다[5](졸업 일자가 12월 9일로 예정).
- 12월 9일, 일본 무도관에서 행해진「안주루무 콘서트 2020 ~기승전결~ 후나키 무스부 졸업 스페셜」을 마지막으로 안주루무 및 헬로! 프로젝트를 졸업. 동시에 소속사 업프런트 프로모션의 전속 계약을 종료했다.

## 작품

### 착신 싱글
- 帰りたくないな。(2020년 12월 9일)

### Blu-ray
- Greeting ~야나가와 나나미 · 후나키 무스부~ (2017년 5월 11일) - e-LineUP! 한정 판매
- raindrop (2017년 9월 27일)
- 等身大 (2018년 9월 12일)

## 출연

### 텔레비전
- 테스트의 꽃길 뉴 벤 세미나 (2017년 4월 ~ 2018년 3월, NHK 교육 텔레비전)
- 오하스타 (2017년 10월 10일 ~ 2019년 3월 19일, 테레비도쿄) - 오하걸 (화요일 레귤러)

## 서적
- 야나가와 나나미 · 후나키 무스부 미니 사진집「Greeting-Photobook-」(2017년 6월 3일, 오딧세이 출판)
- 1st 솔로 사진집「結 MUSUBU」(2017년 8월 7일, 와니북스) ISBN 978-4-8470-4935-4
- 2nd 솔로 사진집「結色 MUSUBU16」(2018년 8월 7일, 와니북스) ISBN 978-4-8470-8131-6
- 안주루무 졸업 사진집「結章－KESSYO－」(2020년 5월 1일, 와니북스) ISBN 978-4-8470-8288-7

## 참가 유닛
- 컨트리걸즈 (2014년 ~ 2019년)
- 안주루무 (2017년 ~ 2020년)